# 가나안 제어
가나안 제어(Canaanite languages)는 고대 가나안과 레반트 지역에서 주로 사용되었던 밀접하게 연관된 셈어파 언어들 또는 방언들을 가리킨다. 이외에도 고대 페니키아의 세력 확장으로 이후 카르타고 등 지중해 연안 여러 지역에서 페니키아계 언어가 사용되기도 했다. 언어학자들은 이들이 아람어와 우가리트어 등과 함께 북서셈어군에 속하는 것으로 본다.

## 분류
오늘날 살아남은 것은 히브리어뿐인데, 본래 히브리어도 구어로서 사실상 사멸한지 오래였으나 19세기~20세기 동안 이루어진 언어 부활 운동을 거쳐 다시 현대 히브리어로 되살아났다.

### 북가나안어
- 북가나안어
  - 페니키아어
    - 포에니어

### 남가나안어
- 남가나안어
  - 암몬어
  - 에돔어
  - 히브리어
  - 모압어

## 같이 보기
- 북서셈어군